# Fernando Soares Gomes da Silva
Fernando Soares Gomes da Silva GOIH • GCM • GCIP, conhecido como Fernando Gomes  (Porto, Cedofeita, 21 de fevereiro de 1952), é um economista português, atual presidente do Comité Olímpico de Portugal. Foi Vice-Presidente da UEFA, membro do FIFA Council e Presidente da Federação Portuguesa de Futebol (FPF) entre 2011 e 2025.

## Biografia
Licenciado em Economia, em 1976 iniciou a sua atividade profissional na NCR, tendo sido quadro no Grupo Amorim e na Sonae. Em 1992, iniciou a sua atividade como dirigente desportivo, ao assumir a gestão do basquetebol no FC Porto.
Foi nomeado vice-presidente para o marketing, liderando o processo tendente à criação da Porto Comercial. Assumiu o cargo de Diretor-Geral e de Administrador da SAD para a área financeira, tendo integrado vários comités da UEFA e da FIFA. Foi o representante do FC Porto no extinto G-14 e membro do conselho da Associação Europeia de Clubes (European Club Association, ECA).
Durante 15 anos, foi basquetebolista do FC Porto. Na década de 1990, presidiu à Liga Portuguesa de Basquetebol.
Foi eleito 6.º Presidente da Direção da Liga Portuguesa de Futebol Profissional e, por inerência, Vice-Presidente da Federação Portuguesa de Futebol a 7 de junho de 2010, tendo tomado posse no mesmo dia. Renunciou ao cargo a 16 de dezembro de 2011 para se tornar o 34.º Presidente da Federação Portuguesa de Futebol, tendo sido eleito a 12 de dezembro e tomado posse a 17 de dezembro de 2011.
No dia 21 de julho de 2015, assumiu a presidência do comité de competições de clubes da UEFA. Foi, também, membro do comité executivo, que tem um mandato de dois anos (2015/2017), e vice-presidente da comissão de associações nacionais, onde desempenhou funções até 2019.
Em 2025, foi eleito presidente do Comité Olímpico de Portugal.

## Condecorações
- Grande-Oficial da Ordem do Infante D. Henrique de Portugal (15 de dezembro de 2015)
- Grã-Cruz da Ordem do Mérito de Portugal (14 de junho de 2017)
- Grã-Cruz da Ordem da Instrução Pública de Portugal (14 de dezembro de 2021)[5]